# Kornel Ujejski

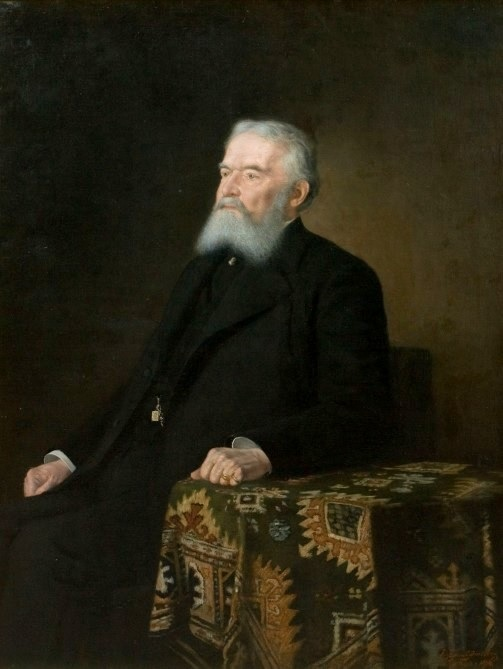
Eugeniusz Steinsberg, Portret Kornela Ujejskiego z 1894 r.

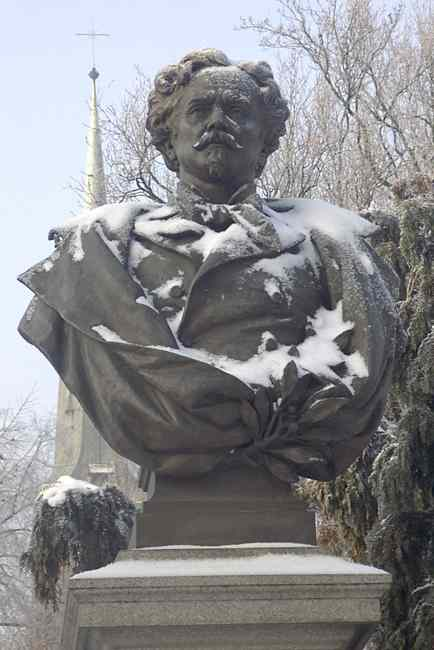
Pomnik Kornela Ujejskiego ze Lwowa (obecnie w Szczecinie)

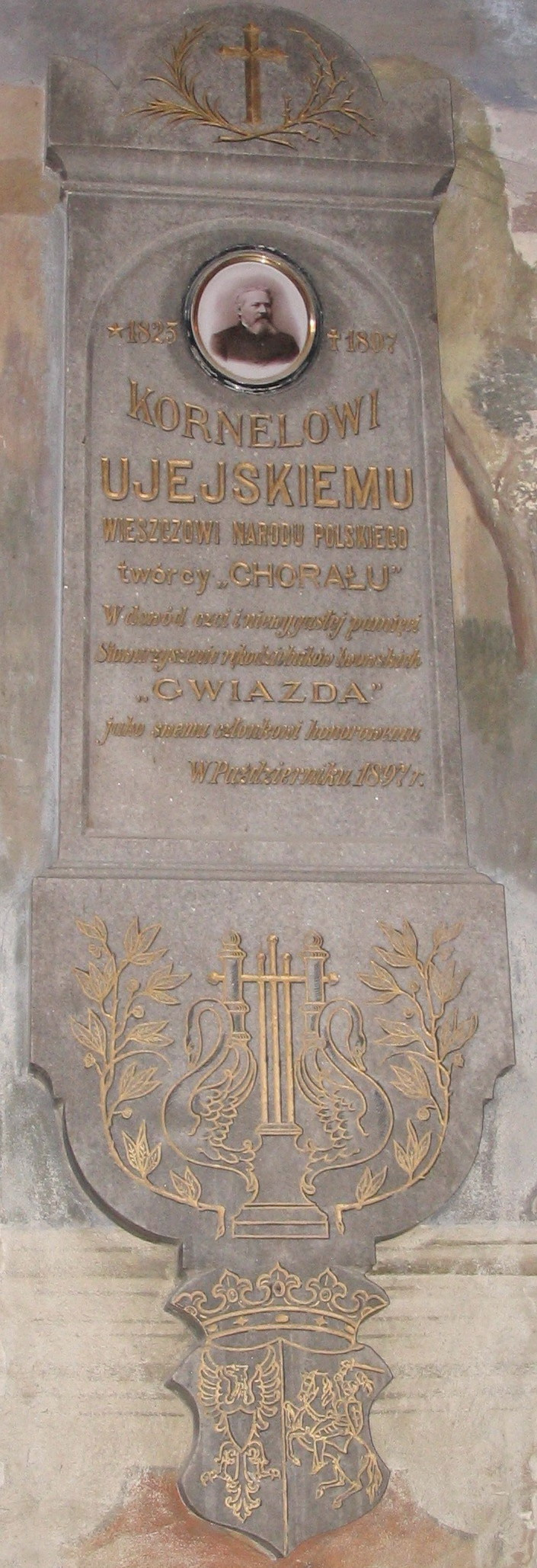
Tablica pamiątkowa w lwowskim kościele OO. Bernardynów

Kornel Ujejski herbu Drużyna (ur. 12 września 1823 w Beremianach, zm. 19 września 1897 w Pawłowie) – polski poeta, publicysta społeczny, określany często „ostatnim wielkim poetą romantyzmu”.
Kornel Ujejski był autorem liryki wizyjnej oraz religijno-mesjanistycznej stylizowanej na modlitwy oraz biblijne psalmy, w której wyrażał − powzięte z myśli Andrzeja Towiańskiego − irracjonalne, zakorzenione głęboko w etyce chrześcijańskiej przekonanie co do zbawienia narodu polskiego w obliczu klęsk kolejnych powstań oraz wewnętrznej niezgody.

## Życiorys
Pochodził z zamożnej rodziny szlacheckiej, która w 1839 roku zrezygnowała z majątku ziemskiego Beremiany, na rzecz dzierżawy wsi Dawidów, nabytej od zakonu dominikanów, w okolicach Lwowa. Początkowo uczył się w domu, od 1831 w Buczaczu przy klasztorze bazylianów, później we Lwowie.
We Lwowie poznał Leszka Dunina Borkowskiego i Wincentego Pola. Zaprzyjaźniony był ze środowiskiem literackim skupionym wokół Ossolineum oraz „Dziennika Mód Paryskich”. W 1844 wraz z kuzynem Wiktorem Wiśniewskim udał się do Warszawy. W stolicy, przy pomocy Augusta Bielowskiego, nawiązał kontakt z Kazimierzem Wóycickim, ten doprowadził do jego spotkania z Teofilem Lenartowiczem, Napoleonem Leonem Łubieńskim oraz Augustem Wilkońskim. Znajomości te wpłynęły na przyszły dorobek literacki, o czym świadczą nawiązywania w utworach do tematyki biblijnej. Zainspirowany patriotycznymi ideami, zaangażował się w działalność konspiracyjną. Brał udział w pracach przygotowujących powstanie w 1846.
W 1845 rodzina Ujejskich uzyskała własność wsi Lubsza, Wyspa i Mełna. Poeta osiadł w Lubszy. Debiutował poematem Maraton, odczytanym w 1845 na wieczorze literackim u Adama Kłodzińskiego. Z lat 1840–1845 pochodzi wczesna twórczość, zebrana w tomiku w 1848 roku Kwiaty bez woni, oraz w wydanym w 1849 zbiorku Zwiędłe liście.
W 1847 – przez Belgię – wyjechał do Paryża. W Brukseli poznał Joachima Lelewela, w Paryżu Józefa Bohdana Zaleskiego, Fryderyka Chopina, Juliusza Słowackiego. Uczęszczał na wykłady w Sorbonie i w Collège de France. W roku 1848 uczestniczył w rewolucji lutowej w Paryżu. W maju powrócił w rodzinne strony, na wieść o rewolucjach w Berlinie i Wiedniu. Brał udział w rewolucji lwowskiej w dniach 1-2 listopada 1848 roku.
W 1849 roku ożenił się z Henryką z domu Komorowską. Rok później wraz z małżonką ufundował w Pawłowie, do dziś tam istniejący, pomnik upamiętniający zniesienie przez władze austriackie pańszczyzny. Był też fundatorem cerkwi. Magistrat we Lwowie w listopadzie roku 1858 nadał w dzierżawę poecie majątek Zubrza wraz z Sichowem i Pasiekami Miejskimi. Od 1857 współpracował z „Dziennikiem Literackim”. W 1860 roku uczestniczył w wyprawie do Jass, gdzie powstał Marsz polski. Dwa lata później ufundował odbudowę spalonego kościoła w Pawłowie (na świątyni do dnia dzisiejszego fakt ten upamiętnia pamiątkowa tablica). W 1863 działał w kręgach konspiracji galicyjskiej, m.in. w Bratniej Pomocy.
Po upadku powstania styczniowego, w którym nie brał udziału, zajął się działalnością publiczną. Był przeciwnikiem konserwatywnego stronnictwa stańczyków. Uczestniczył w uroczystościach patriotycznych, wygłaszając mowy, m.in. na pogrzebie Artura Grottgera. W 1868 za wiersze z cyklu Do Moskali, poświęconego oficerom rosyjskim, którzy popierali naród polski w dążeniach niepodległościowych, władze wytoczyły mu proces sądowy. Został skazany na 8 dni aresztu i grzywnę w wysokości 40 zł. Władze nakazały konfiskatę twórczości poety. W 1874 roku Ujejski stanął na czele ukonstytuowanego we Lwowie Komitetu Medalowego (w jego skład wchodzili również Alfred Młocki, Mieczysław Darowski oraz o. Dalmacy Ufryjewicz), którego celem było wydanie medalu upamiętniającego masakrę unitów przez wojska rosyjskie na Podlasiu w 1874 roku. Medal ten - "Braciom Rusinom pomordowanym przez carat moskiewski za wierność dla Kościoła i Polski" - wybity został w Brukseli w roku następnym. Był posłem do Rady Państwa w Wiedniu w latach 1877–1878. Członek honorowy Towarzystwa Muzeum Narodowego Polskiego w Rapperswilu od 1893. W 1893 otrzymał honorowe obywatelstwo Drohobycza.
W 1880 zrezygnował, z powodu złego stanu zdrowia, z użytkowania majątku Zubrza, przenosząc się do Lwowa. Od 1881 osiedlił się w Tomaszowcach na Podolu, majątku swego syna Kordiana. Ostatnie lata życia Ujejskiego związane są z Pawłowem, gdzie w roku 1883 odwiedził drugiego syna, Romana. Zmarł 19 września 1897 w Pawłowie lub Chojołowie. W krakowskim środowisku artystycznym powstał pomysł pochowania go na Skałce. Nie było to zgodne z wyrażaną za życia przez poetę wolą spoczęcia na wiejskim cmentarzu, po cichym i skromnym obrzędzie (bez lwowskich fanaberii i parady). Ujejski chciał też by mowę na jego pogrzebie wygłosił ksiądz proboszcz z Radziechowa, z którym był zaprzyjaźniony. Wolę tę spełniono częściowo. Pochowano go w Pawłowie w niemurowanym a wykopanym grobie, ale podczas mocno rozbudowanej uroczystości. Według pamiętników Henryki Bartmańskiej (wnuczki poety) przyjechał ze Lwowa chór "Lutnia", Sokoli lwowscy, delegacja słuchaczy Uniwersytetu i Politechniki, prezydent miasta Godzimir Małachowski i marszałek Kraju Stanisław hr. Badeni, z różnych miasteczek delegacje z wieńcami, księży polskich i ruskich około dwudziestu, tłumy młodzieży szkolnej oraz procesje z chorągwiami z okolicznych miejscowości. O godzinie 11 miejscowi chłopi przenieśli trumnę z kaplicy dworskiej, gdzie wcześniej była wystawiona na katafalku. Po nabożeństwie kondukt udał się do cerkwi. Tu odbyły się modlitwy w dwóch obrządkach i przemówienie wygłosił proboszcz z Radziechowa.
Po latach synowie poety ustawili na grobie sarkofag z monolitu piaskowcowego z krzyżem i inskrypcjami. Wykonano go najprawdopodobniej w warsztacie lwowskim. Obok spoczęła jego żona. Dom Ujejskich został spalony w 1944 przez ukraińskich żołnierzy dywizji SS-Galizien.
Był uczuciowo związany z pianistką Leonią Wildową, żoną lwowskiego i wydawcy Karola Wilda (w komisie księgarni którego wydawano dzieła Ujejskiego), której zadedykował swój zbiór pt. Tłumaczenia Szopena datowanych na lata 1857–1860. Jego bratem był Zdzisław, właściciel dóbr w Wasylkowcach (zm. 1907).

## Upamiętnienie
25 października 1897 w kościele Bernardynów we Lwowie odsłonięto tablicę upamiętniającą Kornela Ujejskiego, które ufundowało Stowarzyszenie Rękodzielników Lwowskich „Gwiazda” (wykonana w pracowni Juliana Markowskiego, napisy i emblematy stworzył Ludwik Makolondra).
8 grudnia 1901 przy ulicy Akademickiej we Lwowie stanął pomnik Kornela Ujejskiego, autorstwa Antoniego Popiela. Po wkroczeniu do miasta Armii Czerwonej pomnik został zdjęty, by w roku 1950 zostać przekazanym władzom polskim. Początkowo trafił do parku w Wilanowie, gdzie składowano odzyskane z Kresów różne monumenty, bądź tablice pamiątkowe. 27 listopada 1956 został przeniesiony do Szczecina. Oficjalne odsłonięcie pomnika w Szczecinie nastąpiło jednak dopiero w pięćdziesiąt lat po jego sprowadzeniu, 9 grudnia 2006 roku. Z tej okazji pomnik został odświeżony poprzez usunięcie z jego powierzchni zabrudzeń.

## Twórczość[16]
Ujejski był kontynuatorem nurtu romantycznego w poezji.
Jego najbardziej znanym utworem jest pieśń Z dymem pożarów (Chorał) z 1846, która, spopularyzowana w czasie Wiosny Ludów, zwłaszcza w zaborze austriackim stała się nieoficjalnym hymnem powstania styczniowego. Wiersz jest stylizowany na biblijne błaganie do Boga o łaskę i zmiłowanie nad cierpiącym narodem.

### Zbiory poezji
- Maraton (1845)
- Pieśni Salomona (1846)[17]
- Skargi Jeremiego (1847)[18]
- Kwiaty bez woni (1848)[19]
- Zwiędłe liście (1849)[20]
- Melodie biblijne (1852)[21]
- Dla Moskali (1862)[22]
- Tłumaczenia Szopena (1866) (próba poetyckiego przełożenia muzyki)

### Inne dzieła
- Eli, Eli, lama sabachtani (1866)
- Ostatnia strofa (1866)
- Modlitwa więźnia (1866)
- Za zbłąkanych (1866)
- Oda do Poezyi (1898)
- Perły boleści (1898)

### Pojedyncze wiersze
- Do Boga
- Na drukarski jubileusz
- Na zgon rozstrzelanych w Irkucku
- Noc natchnienia
- Pamięci Traugutt
- Powstańcowi poległemu w roku 1863
- Przeklęci
- Suplikacje
- Toast podczas uczty danej we Lwowie na cześć J. l. Kraszewskiego
- Weteranom z roku 1831